# Toute la vérité (X-Files)
Toute la vérité (Two Fathers et One Son) est un double épisode constituant les 11e et 12e épisodes de la saison 6 de la série télévisée X-Files. Cet épisode, qui fait partie de l'arc mythologique de la série, conclut l'arc narratif autour de la conspiration mise en place par le Syndicat.
L'épisode, écrit dans le but de faire partir la mythologie de la série dans de nouvelles directions, a obtenu des critiques globalement favorables et a remporté un Emmy Award.

## Résumé

### Première partie
Plusieurs médecins réunis autour d'une patiente dont le sang est vert et dont les blessures guérissent seules sont brûlés vifs par des rebelles extraterrestres, le seul survivant étant le docteur Openshaw. Retrouvée saine et sauve, la patiente se révèle être Cassandra Spender, qui avait disparu depuis un an. Celle-ci demande à parler à Mulder, qui refuse initialement car il craint un piège tendu par Jeffrey Spender. Scully persuade plus tard Mulder de changer d'avis, et Cassandra leur révèle que les extraterrestres veulent coloniser la Terre mais qu'une faction rebelle s'oppose à eux. De son côté, l'homme à la cigarette achève Openshaw lorsque celui-ci l'informe qu'il doit tuer Cassandra pour qu'on ne découvre pas qu'elle est le premier hybride humain-extraterrestre réussi, alors que le Syndicat s'inquiète de la recrudescence d'attaques des rebelles.
Mulder et Scully découvrent que l'ex-mari de Cassandra, et le père de Jeffrey, n'est autre que l'homme à la cigarette. Surpris par Jeffrey Spender dans leurs recherches illégales, ils sont suspendus. L'homme à la cigarette, ayant deviné que l'un des membres du Syndicat, est un rebelle ayant pris son apparence, demande à Spender de l'assassiner. Spender échoue mais Krycek vient à son aide et tue l'extraterrestre. Jouant un double jeu, Krycek révèle ensuite à Spender que son père est responsable des multiples enlèvements subis par Cassandra, ce qui bouleverse Spender. L'homme à la cigarette demande alors à Diana Fowley de suppléer aux défaillances de son fils. Cassandra vient implorer Mulder de la tuer pour que le Syndicat ne puisse pas remettre la main sur elle.

### Deuxième partie
L'appartement de Mulder est pris d'assaut par une équipe du CDC menée par Diana Fowley. Mulder, Scully et Cassandra sont placés en quarantaine sous le prétexte que Cassandra est porteuse d'une grave maladie contagieuse. Pendant ce temps, à l'initiative de l'homme à la cigarette, le Syndicat décide qu'il leur faut livrer Cassandra aux Colonisateurs. Au centre sanitaire, Mulder rencontre Marita Covarrubias, qui porte les traces des expériences menées sur elle par le Syndicat. Elle lui apprend que les extraterrestres déclencheront la dernière étape de leur plan de colonisation de la Terre dès qu'ils sauront la vérité sur Cassandra. Relâchés, Mulder et Scully se disputent au sujet de Fowley, Scully essayant en vain de prouver à Mulder qu'elle travaille contre eux. Ébranlé, Mulder se rend néanmoins chez Fowley et y surprend l'homme à la cigarette. Ce dernier apprend à Mulder que tous les membres fondateurs du Syndicat, y compris Bill Mulder, ont dû livrer un de leurs proches aux Colonisateurs en échange de fœtus extraterrestres leur permettant de mener des recherches d'hybridation afin de survivre à la colonisation. Il souffle à Mulder que celui-ci pourrait retrouver sa sœur Samantha après la rencontre entre le Syndicat et les Colonisateurs.
L'homme à la cigarette fait ensuite emmener Cassandra à la base d'El Rico, Mulder et Scully essayant vainement de la récupérer. De son côté, Spender est averti par Krycek des intentions de l'homme à la cigarette. Il arrive trop tard au centre sanitaire mais y rencontre Marita Covarrubias, qui lui promet de lui révéler l'endroit où Cassandra a été emmenée si Spender la fait sortir. Les rebelles s'emparent du fœtus hybride que le Syndicat comptait remettre aux Colonisateurs. Krycek s'en rend compte et comprend que les rebelles ont tendu un piège au Syndicat. À la base d'El Rico, les membres du Syndicat et leurs familles sont brûlés vifs par les rebelles, sauf l'homme à la cigarette et Fowley qui s'enfuient à temps. Le lendemain, Spender remet son rapport à Alvin Kersh et lui demande que Mulder et Scully soient réintégrés aux affaires non classées. Partant vider son bureau, Spender y est attendu par l'homme à la cigarette, lequel lui tire une balle dans la tête.

## Distribution
- David Duchovny : Fox Mulder
- Gillian Anderson : Dana Scully
- William B. Davis : l'homme à la cigarette
- Chris Owens : Jeffrey Spender
- Nicholas Lea : Alex Krycek
- Mitch Pileggi : Walter Skinner
- Mimi Rogers : Diana Fowley
- Veronica Cartwright : Cassandra Spender
- Don S. Williams : First Elder
- Al Ruscio : un membre du Syndicat
- Frank Ertl : un membre du Syndicat
- Nick Tate : le docteur Openshaw (première partie seulement)
- George Murdock : un membre du Syndicat (première partie seulement)
- Laurie Holden : Marita Covarrubias (deuxième partie seulement)
- Tom Braidwood : Melvin Frohike (deuxième partie seulement)
- Dean Haglund : Richard Langly (deuxième partie seulement)
- Bruce Harwood : John Fitzgerald Byers (deuxième partie seulement)
- James Pickens Jr. : Alvin Kersh (deuxième partie seulement)
- Peter Donat : Bill Mulder (deuxième partie seulement)

## Production
L'idée d'éliminer le Syndicat et de faire partir la mythologie dans de nouvelles directions est adoptée au début de la 6e saison. La principale raison invoqué par Chris Carter pour mettre un terme à l'arc narratif impliquant le Syndicat est qu'il est persuadé que la série va connaître son terme à la fin de la 7e saison. Carter et Frank Spotnitz reconnaissent par ailleurs que le long métrage a déçu de nombreux fans qui pensaient qu'il apporterait plus de réponses et décident de remédier à cela. Kim Manners estime par la suite que la mythologie était devenue trop compliquée et qu'il fallait tout remettre à plat.
Les titres originaux des deux parties, Two Fathers et One Son (« Deux pères » et « Un fils » en français), font référence à Bill Mulder et l'homme à la cigarette et au fait que Mulder soit le seul fils restant de l'homme à la cigarette après la disgrâce de Krycek, le fils spirituel, et de Spender. Il était prévu au départ que la première partie de l'épisode comporte plusieurs flashbacks impliquant l'homme à la cigarette, Cassandra Spender et Bill Mulder mais les scénaristes changent tardivement d'avis et optent pour un monologue explicatif de l'homme à la cigarette qui est tourné et monté en urgence.

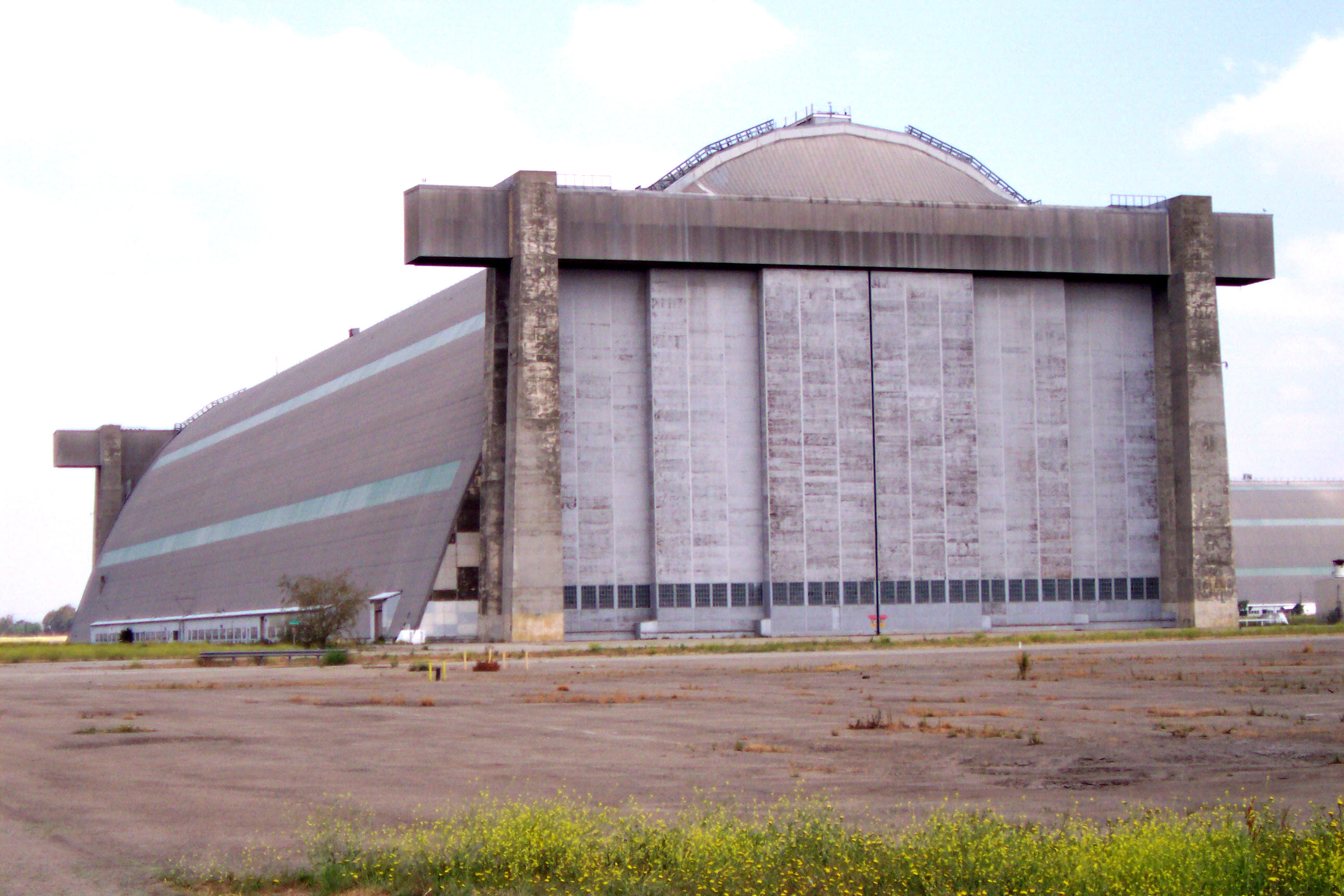
La confrontation entre les membres du Syndicat et les rebelles extraterrestres a été filmée à la base aérienne de Tustin.

La scène où Mulder et Scully prennent une douche de décontamination est inspirée d'une scène semblable du film James Bond 007 contre Dr No (1962) et vise à maintenir une certaine tension sexuelle entre les deux personnages. L'acteur Chris Owens, déçu que son personnage soit tué à la fin de l'épisode, est réconforté par Chris Carter, qui lui assure qu'il aura une sortie digne d'un héros. Les scènes se déroulant dans le hangar de la base fictive d'El Rico sont tournées à la base aérienne de Tustin. Ce hangar, construit en 1942, est l'un des plus grands entrepôts entièrement en bois des États-Unis. C'est d'ailleurs parce que ce hangar est en bois que la scène où les membres du Syndicat sont brûlés vifs n'est pas montrée à l'écran. Frank Spotnitz estime que l'épisode, tourné avec des moyens plus modestes que ceux des doubles épisodes des saisons précédentes, réussit à conserver un aspect cinématographique mais regrette que certains effets spéciaux de changement d’apparence des rebelles soient très imparfaits car réalisés dans la précipitation.

## Accueil

### Audiences
Lors de sa première diffusion aux États-Unis, la première partie de l'épisode réalise un score de 11,5 sur l'échelle de Nielsen, avec 16 % de parts de marché, et est regardée par 18,81 millions de téléspectateurs. La deuxième partie obtient quant à elle un score de 10,1, avec 16 % de parts de marché, et est suivie par 16,57 millions de téléspectateurs.

### Accueil critique
L'épisode recueille des critiques globalement favorables. Dans son livre, Tom Kessenich estime que ce double épisode au scénario solide développe « magnifiquement » les personnages tout en « dévoilant de nombreuses réponses ». John Keegan, du site Critical Myth, lui donne la note de 7/10,. Le site Le Monde des Avengers lui donne la note de 3/4.
Dans leur livre sur la série, Robert Shearman et Lars Pearson donnent respectivement aux deux parties les notes de 4/5 et 3,5/5. Todd VanDerWerff et Zack Handlen, du site The A.V. Club, donnent respectivement aux deux parties les notes de B- et de B.
Parmi les critiques négatives, Paula Vitaris, de Cinefantastique, donne respectivement aux deux parties les notes de 2/4 et 1,5/4.

### Distinctions
L'épisode a remporté en 1999 l'Emmy Award du meilleur maquillage pour une série et a été nommé dans les catégories de la meilleure actrice invitée dans une série télévisée dramatique, pour Veronica Cartwright, et des meilleurs décors pour une série.

## Commentaires
Dans la première partie de l'épisode, l'homme à la cigarette fait un long monologue. Son nom est enfin révélé. De plus, Mulder et Scully font la connaissance de la famille de l'homme à la cigarette.